# فریبرز
فَریبُرز (لاتین: Farīborz) پسر کی‌کاووس و برادر سیاوش، از پهلوانان ایرانی در شاهنامهٔ فردوسی است. طبری و بلعمی نام او را به گونهٔ برزافره نوشته‌اند. نویسندهٔ گمنام مجمل‌التواریخ نام او را برزافری نوشته است و گفته است که فردوسی نام او را به فریبرز دگرگون کرده تا در بحر متقارب که شاهنامه سروده شده بگنجد. نام برزافره شاید با نام بارزافارنس (Barzapharnes) سردار اشکانی در پیوند باشد که در دوران پاکور اشکانی می‌زیست.

## فریبرز در شاهنامه
بر پایهٔ شاهنامه، پس از بازگرداندن کیخسرو به ایران، کشمکشی بین توس، سپهسالار ایران، و گودرز درمی‌گیرد که کیخسرو شاه شود یا فریبرز . توس بر این باور بود که کیخسرو که از تبار افراسیاب بوده، برای پادشاهی ایران خطرناک است و به یاری جنگجویانش از فریبرز پشتیبانی کرد. از آن سو گودرز نیز به کمک جنگاورانش جانب کیخسرو را گرفت. برای فرونشاندن این تنش که چه کسی باید شاه ایران باشد تا آستانه جنگ داخلی تنش ادامه یافت، کی‌کاووس، شاهنشاه ایران دستور داد که هر کس بتواند دژ بهمن در نزدیکی اردبیل را تسخیر نماید، شاه آیندهٔ ایران خواهد بود. قوای اهریمنی از این دژ پاسداری می‌کردند. فریبرز و توس در گرفتن دژ ناتوان بودند، ولی کیخسرو به آسانی آن را به تصرف در آورد و اینگونه کشمکش از میان رفت و کیخسرو شاه ایران شد.

### نشان
درباره نشان فریبرز در شاهنامه صحبت از خیمه‌گاهی سفید و پرچمی ماه‌نقش شده است:
| بدو گفت از آن سو که تابنده شید |  | برآید همی پرده بینم سپید    |
| بر خیمه در پیش پرده‌سرای        |  | یکی ماه‌پیکر درفشی بپای      |
| چنین گفت کو را فرریبرز دان     |  | که فرزند شاه است و تاج گوان |

### دوران زمامداری کیخسرو
کیخسرو پس از جلوس بر تخت ایران، سپاهی به سپهسالاری توس را به توران فرستاد تا کین سیاوش را از افراسیاب بازستانند. راه توران از دو مسیر بود ، نخست میسر طولانی و بیابانی مسیر دوم کوتاه و دژ فرود بر سر راه. کیخسرو به توس سفارش کرد که از راه دژ کلات که فرود برادر کیخسرو در آن بود، راهی توران نشود. توس این فرمان را نادیده گرفت و از همان راه، به توران رهسپار شد. پس از وقایع بسیار و کشته‌شدن فرود توسط سپاه ایران به فرماندهی توس به گونه‌ای ناخواسته، و شکست خوردن ایرانیان در نخستین نبرد با تورانیان، کیخسرو، فریبرز را به جای توس به سپهسالاری سپاه ایران برگزید. فریبرز علی‌رغم هیچ‌گونه دست‌آوردی در برابر توران، همچنان در منصب خویش ماند. مهمترین کار فریبرز کشتن گُلبادویسه، پهلوان تورانی در نبردی تن‌به‌تن بود. طبری و بلعمی نیز به این رویداد پرداخته‌اند و افزون بر آن نوشته‌اند که کیخسرو به فریبرز پیشکش‌های فراوان داد و او را به فرمانداری مُکران گماشت.این واقعه بعد از آن بود که کیخسرو بار اول پس از فتح مکران آن ناحیه را به اشکش تقدیم نمود برخی منابع مانند قابوس نامه مدعی اند اشکش یا با نام آغش وهادان پس از شاهی مکران به البرز کوه بازگشته و به پادشاهی گیلان از سوی کیخسرو گماشته شد.برپایهٔ یک روایت الحاقی در شاهنامه، فریبرز به تشویق رستم با مادر کیخسرو که فرنگیس یا فریگیس نام داشت پیوند زناشویی بست.
فریبرز به همراه رستم، زال، گودرز، گیو، بیژن، گستهم، رهام و توس در واپسین سفر کیخسرو به سوی پروردگار او را تا کوهستان همراهی کردند. پس از آنکه کیخسرو ناپدید گشت؛ فریبرز، گیو، بیژن، گستهم، رهام و توس برای یافتن کیخسرو در کوهستان ماندند و در برف جان خود را از دست دادند.

#### هفت‌خوان رستم
فریبرز برای بار نخست دز زمان اوج شهرت و نام‌آوری رستم به منصه ظهور می‌رسد. کیکاووس در جنگ مازندران دچار نابینایی یا کم‌سویی گشت و پزشکان علاج بینایی‌اش را قطره‌ای از خون جگر دیو سفید تجویز کردند و اینک رستم پهلوان دیو سفید را هلاک و خون او را جهت مداوای چشم کیکاووس آورده است:
| به رستم چنین گفت کاووس کی     |  | که ای گرد فرزانهٔ نیک‌پی      |
| به چشم من اندر چکان خون اوی   |  | مگر باز بینم ترا نیز روی    |
| به چشمش چو اندر کشیدند خون    |  | شد آن دیدهٔ تیره خورشیدگون   |
| نشست از بر تخت مازندران       |  | ابا رستم و نامور مهتران     |
| چو طوس و فریبرز و گودرز و گیو |  | چو رهام و گرگین و فرهاد نیو |

#### خانواده
منابع اندکی از خانواده فریبرز پور کیکاووس یاد کرده اند. در یکی از گزارش‌ها می خوانیم که او صاحب فرزندی بود بنام ریونیز که در اصل این شخصیت همان برادر فریبرز بوده و شاید برخی به اشتباه او را به فریبرز نسبت داده‌اند.
در کتاب فرهنگ نام های شاهنامه چنین می بینیم که از فردی بنام نیوزار در شمار فرزندان لهراسب کیانی یاد می کند و او در واقع همان عموی اسفندیار است. شاید نیوزار شکل دگرگون شده نام ریونیز است که فردوسی برای هم وزن و قافیه شدن اشعارش نام او را به شکل ریونیز درآورده است.همچنین اسفندیار در هنگام نبرد با رستم درفشی سیاه رنگ با نقش پیکره پلنگ را حمل می نمود.ریونیز به مانند او همین درفش را با مشخصات مذکور حمل می کرد. اگر این استدلال را صحیح بدانیم  که فردوسی برای تقارب شعر نام ها را دگرگون کرده و از شکلی به شکلی درآورده است پس ریونیز همان نیوزار بن لهراسپ می تواند باشد. بهر طریق ریونیز دوم نام فرزند فریبرز بن کیکاووس بوده است.
در قابوس نامه نام دو تن از پهلوانان ایرانی به صورت آغشِ وهادان (اشکش بن فرهاد) و اساورزن بن اشاکید به عنوان اعضای خاندان کیانی آمده است که در شمار نوادگان کی قباد قرار می گیرند.در مجمل التواریخ و القصص برای شرح نام این اشخاص می گوید:
" اساورزن بن اشاکید پسر عموی کیخسرو بن سیاوش است " 
با این حال اساورزن و آغش یا اشکش نیز برادرزادگان فریبرز هستند و نسب آنها به کی قباد کیانی شاهنشاه ایران متصل می شود.